# Баско (Іллінойс)
Баско (англ. Basco) — селище (англ. village) в США, в окрузі Генкок штату Іллінойс. Населення — 80 осіб (2020).

## Географія
Баско розташоване за координатами 40°19′40″ пн. ш. 91°11′58″ зх. д. / 40.32778° пн. ш. 91.19944° зх. д. (40.327801, -91.199495).  За даними Бюро перепису населення США в 2010 році селище мало площу 0,58 км², уся площа — суходіл.

## Демографія
Згідно з переписом 2010 року, у селищі мешкало 98 осіб у 48 домогосподарствах у складі 27 родин. Густота населення становила 170 осіб/км².  Було 55 помешкань (96/км²).
Расовий склад населення:
| - 100,0 % — білих |

До двох чи більше рас належало 0,0 %. Частка іспаномовних становила 0,0 % від усіх жителів.
За віковим діапазоном населення розподілялося таким чином: 16,3 % — особи молодші 18 років, 69,4 % — особи у віці 18—64 років, 14,3 % — особи у віці 65 років та старші. Медіана віку мешканця становила 42,8 року. На 100 осіб жіночої статі у селищі припадало 81,5 чоловіків;  на 100 жінок у віці від 18 років та старших — 90,7 чоловіків також старших 18 років.
Середній дохід на одне домашнє господарство  становив 47 643 долари США (медіана — 34 844), а середній дохід на одну сім'ю — 53 700 доларів (медіана — 40 625). За межею бідності перебувало 14,1 % осіб, у тому числі 0,0 % дітей у віці до 18 років та 0,0 % осіб у віці 65 років та старших.
Цивільне працевлаштоване населення становило 43 особи. Основні галузі зайнятості: виробництво — 20,9 %, фінанси, страхування та нерухомість — 16,3 %, будівництво — 14,0 %.